# Ülensi
Ülensi är en ort i Estland. Den ligger i Tarvastu kommun och landskapet Viljandimaa, i den södra delen av landet, 140 km söder om huvudstaden Tallinn. Ülensi ligger 61 meter över havet och antalet invånare är 113.
Terrängen runt Ülensi är platt. Runt Ülensi är det glesbefolkat, med 10 invånare per kvadratkilometer. Närmaste större samhälle är Viljandi, 17,4 km nordväst om Ülensi. Omgivningarna runt Ülensi är en mosaik av jordbruksmark och naturlig växtlighet.